# Кавуновка (Запорожская область)
Кавуновка (укр. Кавунівка) — село,
Раздольский сельский совет,
Михайловский район,
Запорожская область,
Украина.
Код КОАТУУ — 2323386606. Население по переписи 2001 года составляло 120 человек.

## Географическое положение
Село Кавуновка находится на расстоянии в 1 км от села Заветное и в 2-х км от села Новое Поле.
Рядом с селом проходит 3-й Магистральный канал.

## История
- 1921 год — дата основания как село Юртук.
- 1936 год — в селе упал метеорит Юртук[2].
- В 1945 году переименовано в село Зелёное[3].
- В 1964 году переименовано в село Кавуновка.